# Critérium du Dauphiné 2020
72. ročník cyklistického závodu Critérium du Dauphiné se konal mezi 12. a 16. srpnem 2020 ve Francii. Celkovým vítězem se stal Kolumbijec Daniel Felipe Martínez z týmu EF Pro Cycling. Na druhém a třetím místě se umístili Francouzi Thibaut Pinot (Groupama–FDJ) a Guillaume Martin (Cofidis). Závod se měl původně konat mezi 31. květnem a 7. červnem, ale musel být odložen kvůli pandemii covidu-19 ve Francii.

## Týmy
Všech 19 UCI WorldTeamů a 3 UCI ProTeamy se zúčastnili závodu. Každý tým přijel se sedmi jezdci, na start tedy nastoupilo 161 jezdců, z nichž do cíle dojelo pouze 106 jezdců.
UCI WorldTeamy
- AG2R La Mondiale
- Astana
- Bahrain–McLaren
- Bora–Hansgrohe
- CCC Team
- Cofidis
- Deceuninck–Quick-Step
- EF Pro Cycling
- Groupama–FDJ
- Israel Start-Up Nation
- Lotto–Soudal
- Mitchelton–Scott
- Movistar Team
- NTT Pro Cycling
- Ineos Grenadiers
- Team Jumbo–Visma
- Team Sunweb
- Trek–Segafredo
- UAE Team Emirates

UCI ProTeamy
- Arkéa–Samsic
- B&B Hotels–Vital Concept
- Circus–Wanty Gobert

## Trasa a etapy
Kompletní trasa byla odhalena 24. února 2020 v Lyonu.
| Etapa         | Datum         | Trasa                                     | Vzdálenost          | Typ                 | Typ                 | Vítěz                |
| ------------- | ------------- | ----------------------------------------- | ------------------- | ------------------- | ------------------- | -------------------- |
| 1             | 12. srpna     | Clermont-Ferrand - Saint-Christo-en-Jarez | 218,5 km (135,8 mi) |                     | Kopcovitá etapa     | Wout van Aert (BEL)  |
| 2             | 13. srpna     | Vienne - Col de Porte                     | 135 km (84 mi)      |                     | Kopcovitá etapa     | Primož Roglič (SLO)  |
| 3             | 14. srpna     | Corenc - Saint-Martin-de-Belleville       | 157 km (98 mi)      |                     | Horská etapa        | Davide Formolo (ITA) |
| 4             | 15. srpna     | Ugine - Megève                            | 153,5 km (95,4 mi)  |                     | Horská etapa        | Lennard Kämna (GER)  |
| 5             | 16. srpna     | Megève - Megève                           | 153,5 km (95,4 mi)  |                     | Horská etapa        | Sepp Kuss (USA)      |
| Celková délka | Celková délka | 817,5 km (508,0 mi)                       | 817,5 km (508,0 mi) | 817,5 km (508,0 mi) | 817,5 km (508,0 mi) | 817,5 km (508,0 mi)  |

## Průběžné pořadí
| Etapa          | Vítěz          | Celkové pořadí ·       | Bodovací soutěž · | Vrchařská soutěž · | Soutěž mladých jezdců · | Soutěž týmů ·    |
| -------------- | -------------- | ---------------------- | ----------------- | ------------------ | ----------------------- | ---------------- |
| 1              | Wout van Aert  | Wout van Aert          | Wout van Aert     | Michael Schär      | Egan Bernal             | Team Jumbo–Visma |
| 2              | Primož Roglič  | Primož Roglič          | Wout van Aert     | Michael Schär      | Egan Bernal             | Team Jumbo–Visma |
| 3              | Davide Formolo | Primož Roglič          | Primož Roglič     | Davide Formolo     | Daniel Felipe Martínez  | Team Jumbo–Visma |
| 4              | Lennard Kämna  | Primož Roglič          | Primož Roglič     | David de la Cruz   | Daniel Felipe Martínez  | Team Jumbo–Visma |
| 5              | Sepp Kuss      | Daniel Felipe Martínez | Wout van Aert     | David de la Cruz   | Daniel Felipe Martínez  | Team Jumbo–Visma |
| Konečné pořadí | Konečné pořadí | Daniel Felipe Martínez | Wout van Aert     | David de la Cruz   | Daniel Felipe Martínez  | Team Jumbo–Visma |

- Ve druhé etapě nosil Daryl Impey, jenž byl druhý v bodovací soutěži, zelený dres, protože lídr této soutěže Wout van Aert nosil žlutý dres pro lídra celkového pořadí.
- Ve čtvrté etapě nosil Wout van Aert, jenž byl druhý v bodovací soutěži, zelený dres, protože lídr této soutěže Primož Roglič žlutý dres pro lídra celkového pořadí. V páté etapě nosil van Aert zelený dres znovu, protože lídr této soutěže, Primož Roglič, nenastoupil na start etapy kvůli zraněním.
- V páté etapě nikdo nenosil žlutý dres pro lídra celkového pořadí, protože před etapou odstoupil její lídr Primož Roglič kvůli zraněním.

## Konečné pořadí
| Legenda | Legenda                            | Legenda | Legenda                                 |
| ------- | ---------------------------------- | ------- | --------------------------------------- |
|         | Označuje vítěze celkového pořadí.  |         | Označuje vítěze bodovací soutěže.       |
|         | Označuje vítěze vrchařské soutěže. |         | Označuje vítěze soutěže mladých jezdců. |
|         | Označuje vítěze soutěže týmů.      |         |                                         |

### Celkové pořadí
| Pořadí | Jezdec                       | Tým               | Čas         |
| ------ | ---------------------------- | ----------------- | ----------- |
| 1      | Daniel Felipe Martínez (COL) | EF Pro Cycling    | 21h 44’ 58” |
| 2      | Thibaut Pinot (FRA)          | Groupama–FDJ      | + 29”       |
| 3      | Guillaume Martin (FRA)       | Cofidis           | + 41”       |
| 4      | Tadej Pogačar (SLO)          | UAE Team Emirates | + 56”       |
| 5      | Miguel Ángel López (COL)     | Astana            | + 1’ 38”    |
| 6      | Romain Bardet (FRA)          | AG2R La Mondiale  | + 1’ 43”    |
| 7      | Tom Dumoulin (NED)           | Team Jumbo–Visma  | + 2’ 07”    |
| 8      | Lennard Kämna (GER)          | Bora–Hansgrohe    | + 2’ 14”    |
| 9      | Warren Barguil (FRA)         | Arkéa–Samsic      | + 2’ 49”    |
| 10     | Sepp Kuss (USA)              | Team Jumbo–Visma  | + 2’ 55”    |

### Bodovací soutěž
| Pořadí | Jezdec                       | Tým               | Body |
| ------ | ---------------------------- | ----------------- | ---- |
| 1      | Wout van Aert (BEL)          | Team Jumbo–Visma  | 29   |
| 2      | Tadej Pogačar (SLO)          | UAE Team Emirates | 29   |
| 3      | Thibaut Pinot (FRA)          | Groupama–FDJ      | 28   |
| 4      | Daniel Felipe Martínez (COL) | EF Pro Cycling    | 22   |
| 5      | Daryl Impey (RSA)            | Mitchelton–Scott  | 22   |
| 6      | Guillaume Martin (FRA)       | Cofidis           | 21   |
| 7      | Lennard Kämna (GER)          | Bora–Hansgrohe    | 20   |
| 8      | Pavel Sivakov (RUS)          | Team Ineos        | 20   |
| 9      | Davide Formolo (ITA)         | UAE Team Emirates | 19   |
| 10     | Alejandro Valverde (ESP)     | Movistar Team     | 18   |

### Vrchařská soutěž
| Pořadí | Jezdec                   | Tým                   | Body |
| ------ | ------------------------ | --------------------- | ---- |
| 1      | David de la Cruz (ESP)   | UAE Team Emirates     | 68   |
| 2      | Julian Alaphilippe (FRA) | Deceuninck–Quick-Step | 52   |
| 3      | Fausto Masnada (ITA)     | CCC Team              | 28   |
| 4      | Pavel Sivakov (RUS)      | Team Ineos            | 26   |
| 5      | Thibaut Pinot (FRA)      | Groupama–FDJ          | 26   |
| 6      | Davide Formolo (ITA)     | UAE Team Emirates     | 25   |
| 7      | Sepp Kuss (USA)          | Team Jumbo–Visma      | 19   |
| 8      | Michael Schär (SUI)      | CCC Team              | 16   |
| 9      | Tadej Pogačar (SLO)      | UAE Team Emirates     | 15   |
| 10     | Lennard Kämna (GER)      | Bora–Hansgrohe        | 12   |

### Soutěž mladých jezdců
| Pořadí | Jezdec                       | Tým               | Čas          |
| ------ | ---------------------------- | ----------------- | ------------ |
| 1      | Daniel Felipe Martínez (COL) | EF Pro Cycling    | 21h 44’ 58”  |
| 2      | Tadej Pogačar (SLO)          | UAE Team Emirates | + 56”        |
| 3      | Lennard Kämna (GER)          | Bora–Hansgrohe    | + 2’ 14”     |
| 4      | Pavel Sivakov (RUS)          | Team Ineos        | + 3’ 10”     |
| 5      | Enric Mas (ESP)              | Movistar Team     | + 22’ 33”    |
| 6      | Valentin Madouas (FRA)       | Groupama–FDJ      | + 26’ 51”    |
| 7      | Marc Hirschi (SUI)           | Team Sunweb       | + 31’ 15”    |
| 8      | Harm Vanhoucke (BEL)         | Lotto–Soudal      | + 1h 04’ 54” |
| 9      | Niklas Eg (DEN)              | Trek–Segafredo    | + 1h 05’ 18” |
| 10     | Will Barta (USA)             | CCC Team          | + 1h 06’ 36” |

### Soutěž týmů
| Pořadí | Tým               | Čas          |
| ------ | ----------------- | ------------ |
| 1      | Team Jumbo–Visma  | 65h 32’ 37”  |
| 2      | Groupama–FDJ      | + 18’ 51”    |
| 3      | Team Ineos        | + 21’ 55”    |
| 4      | Movistar Team     | + 40’ 36”    |
| 5      | UAE Team Emirates | + 47’ 49”    |
| 6      | EF Pro Cycling    | + 49’ 57”    |
| 7      | Trek–Segafredo    | + 55’ 43”    |
| 8      | Bahrain–McLaren   | + 1h 02’ 53” |
| 9      | Cofidis           | + 1h 08’ 00” |
| 10     | Astana            | + 1h 11’ 40” |